# Lipoptena pteropi
Lipoptena pteropi är en tvåvingeart som beskrevs av Henry Denny 1843. Lipoptena pteropi ingår i släktet Lipoptena och familjen lusflugor. Inga underarter finns listade i Catalogue of Life.